# Kortrijk
Kortrijk (nederländska: Kortrijk (officiellt), franska: Courtrai) är en stad i nordvästra Belgien i Västflandern med 75 000 invånare. Kortrijk ligger i regionen Flandern.

## Kommunen Kortrijk
Kommunen omfattar staden Kortrijk och samhällena Aalbeke, Bellegem, Bissegem, Heule, Marke, Rollegem och Kooigem.

## Sevärdheter

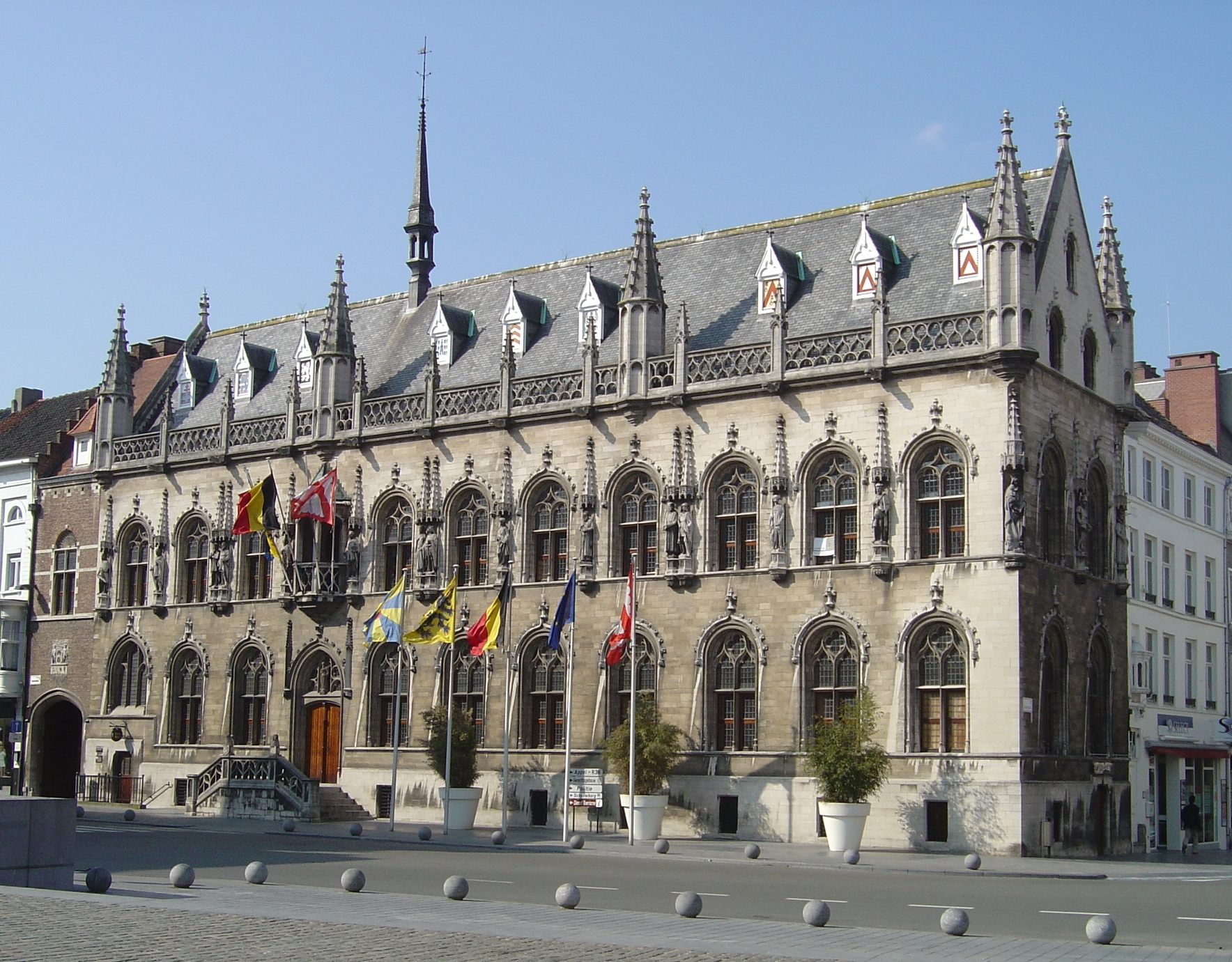
Stadshuset vid Grote Markt, "stora torget"

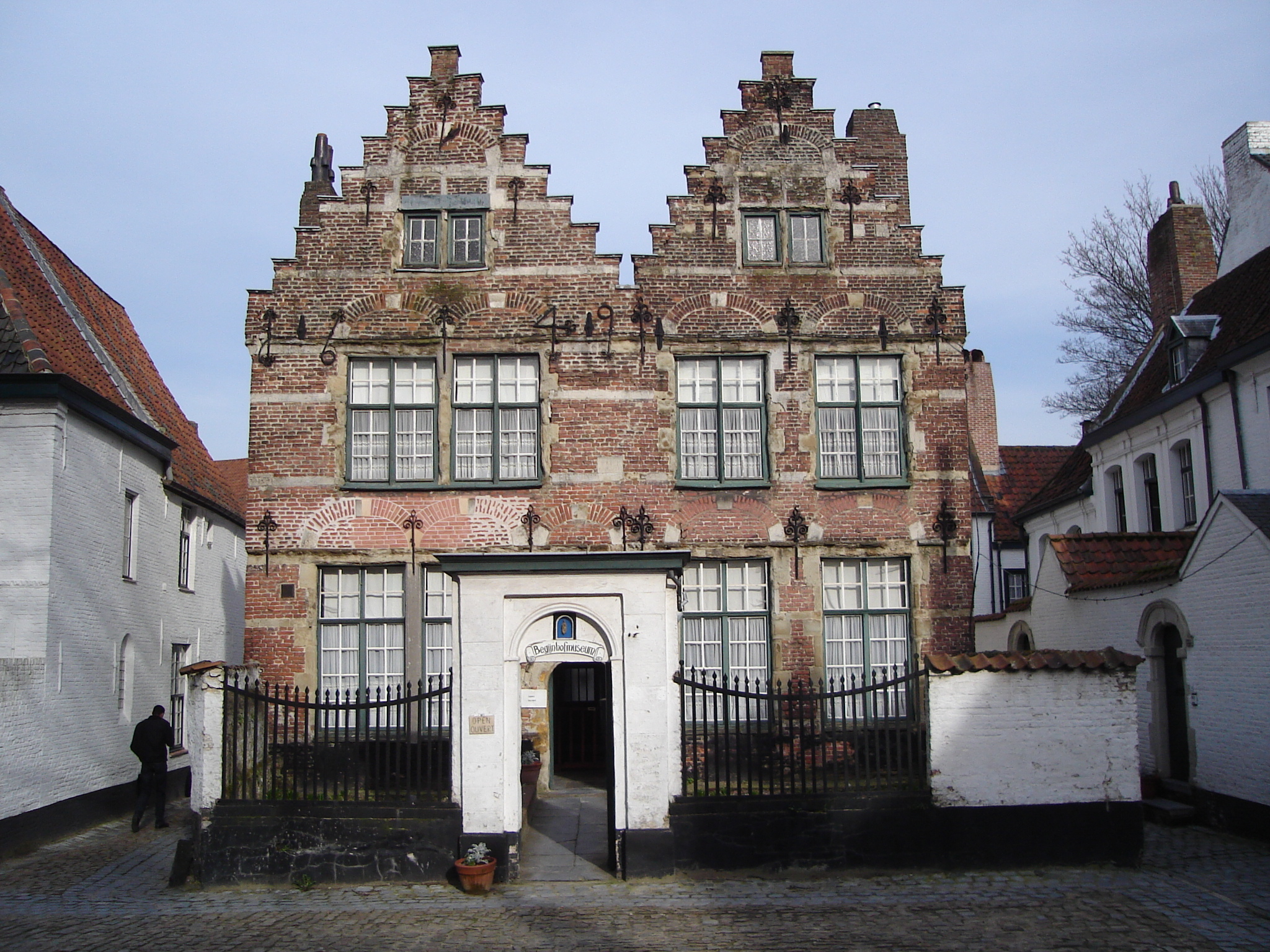
Kortrijk

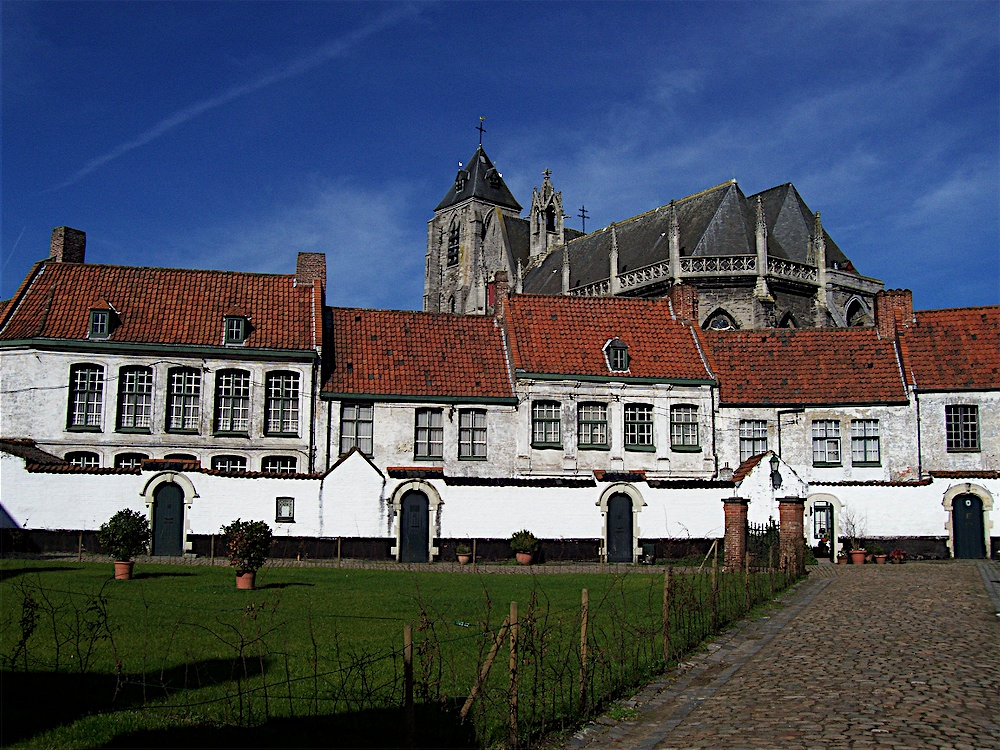
Kortrijk

Två av stadens främsta sevärdheter är de båda gotiska tegelkyrkorna Sint Maartens-kerk och Onze-Lieve-Vrouwe-kerk. Den Belfort i beginkloster uppsatt på Unescos världsarvslista.